# 中華航空機師嚴重特殊傳染性肺炎群聚感染事件
中華航空機師嚴重特殊傳染性肺炎群聚感染事件，簡稱華航機師群聚感染事件或華航諾富特群聚事件，是發生在中華民國桃園市中華航空的嚴重特殊傳染性肺炎群聚事件，這也是嚴重特殊傳染性肺炎疫情爆發以來台灣境內第二起機師感染事件。
2021年2月26日，中央流行疫情指揮中心公告國籍航空機組員屬高接觸風險第一線工作人員，屬於前三類之第三類順位的新冠肺炎疫苗公費接種對象，外界曾質疑應優先接種機師，陳時中回應疫苗順序早就公告，有意見為何不早講。4月24日，中央疫情指揮中心點名華航施打疫苗速度太慢，1720位機師中僅44人已接種疫苗，而長榮航空機師接種者已有235人，相差超過5倍多，星宇航空也未出現疫苗接種預約時間安排等問題。
截至2021年5月12日，依據中央流行疫情指揮中心公布的案例圖，屬機師群聚感染的有33名（13機師、7抗體機師、10機師家人、2抗體機師家人、5檢疫旅館、3檢疫旅館家人、1檢疫旅館外包商、2空服員、1檢疫旅館員工接駁車司機），共計44名確診個案。
諾富特分一館（本館）和二館，向桃園市政府申請二館為防疫旅館。2021年2月，卻因二館房數不足，未向桃園市政府申請「分層設置的防疫旅館」，便採「部分房間分區管理」，將部分機組員檢疫者從二館移到一館高樓層的七樓與八樓員工宿舍，八樓還收住一般旅客。飯店人員沒有明確分艙分流，廚房和簡易垃圾處理場設在同層樓、廚房與防務人員共用電梯，同時服務檢疫旅客與一般旅客。員工穿密封狀況不佳的便利商店簡易雨衣送餐，甚至因晚退房、早入住方案，僅留1小時整理房務，有些房間未消毒，就讓下一組客人入住，且人員自主管控不足
2021年5月13日，發現後續的蘆洲、萬華、宜蘭群聚案病毒基因定序與華航諾富特群聚事件相同，都是SARS-CoV-2的變種B.1.1.7譜系。中央疫情中心研判各群聚案間可能相關，但尚無找出其中連結接觸者。萬華群聚案與華航群聚案皆為相同病毒株序列，推測為同一條傳播鏈分別在不同地點被測出，應該是台灣社區一個大群聚事件，而非多個平行傳播鏈。基因定序看起來一致或均為英國變種病毒株未必等於跟華航案有關係，仍待查清楚才能確定跟誰有關。目前確診案例共計有宜蘭遊藝場群聚8例、蘆洲獅子會群聚20例（衍生萬華茶藝相關7例）。
2021年5月14日，總共機師、飯店人員等37人染疫結案，412人解隔離。

## 歷程
4月20日，華航印尼籍40多歲男性貨機機師，同日往返澳洲執勤運輸業務，自覺出現喉嚨癢症狀，於澳洲被檢出COVID-19陽性。
同日國內新增2例境外移入個案（案1078、1079），2人均為華航貨機機組員。14日與同事同行往返美國執勤，於當地旅館居檢至16日返臺。（案1078）18日出現病症，（案1079）17日出現病症。2名個案感染源持續疫調中，初步掌握2人接觸者共131人，其中2人列居家隔離，129人列自主健康管理。
4月23日，指揮中心接獲華航正式通報，隨即啟動（澳洲確診華航機師）其在臺活動史及相關接觸者，進行匡列、採檢作業，其中2名接觸者（案1090－澳洲確診印尼籍40多歲機師其10多歲男性的同住家人）、（案1091－澳洲確診機師50多歲男性同事）先後被檢出陽性，23日確診。暫時掌握接觸者58人，其中2人陽性（案1090、1091），8人採檢陰性，23人檢驗中，25人待採檢，接觸者持續匡列中。針對華航目前於居檢及自主健康管理間之貨機機組員，持續進行擴大採檢作業。
4月24日，持續推進澳洲確診個案其在臺疫調，經查同日新增1名回溯採檢者（案1092－40多歲男性貨機機組員），4月9日至16日往返紐西蘭、荷蘭執勤業務，出勤間均無症狀。9日及13日進行採檢結果皆陰性。16日返臺（3日居檢）至19日進行檢疫期滿採檢結果亦陰性。22日轉往返日本執勤，同日返臺（3日居檢），下午接受對澳洲確診機師之接觸者進行（回溯採檢）採檢結果陽性（Ct值35，二採Ct值23，血清抗體陰性），24日確診。因應機師感染事件，同日起，啟動「華航飛航組員全面核酸及血清採檢專案」。
4月25日，新增1名回溯採檢者（案1100－50多歲男性貨機機組員）檢出陽性，及新增1名居家檢疫期滿者（案1101－30多歲男性貨機機師），（案1100）13日至17日至美國執勤業務，18日返臺（3日居檢），21日自費期滿採檢結果陰性，22日接受對澳洲確診機師之接觸者進行（回溯採檢）採檢結果陽性。（案1101）4月18日與另3名機組員同行至德國執勤，於德國旅館檢疫，22日返臺（3日居檢），24日檢疫期滿採檢結果陽性（Ct值28，再採Ct值34、血清抗體陰性），25日確診。感染源疫調中。預計採檢1,272人。
4月26日，新增2名（回溯採檢）採檢者採檢陽性，(案1102－30多歲男性貨機機師）4月6日至9日至美國執勤，返臺（3日居檢均無症狀）至14日採檢結果陰性。19日至22日再次至美國執勤，返臺（3日居檢無症狀），24日陸續出現咳嗽、發燒(37.8度)症狀，25日進行期滿前採檢陽性（Ct值18），26日確診、（案1105－40多歲男性貨機機師)，25日確診。4月8日至10日至美國執勤，返臺（3日居檢均無症狀）至15日採檢結果陰性，自述19日出現食慾不佳症狀。25日依循「飛航機師採檢專案」進行採檢結果陽性（Ct值32），26日確診，感染源疫調中，匡列其家庭接觸者3人，列居家隔離，職場接觸者匡列中。
4月27日，新增1名確診個案（案1111－40多歲印尼籍女性，21日匡列居家隔離接觸者，為20日澳洲確診機師及23日確診之案1090的10歲男之同住家人）。同日及22日採檢結果皆陰性。26日陸續出現喉嚨乾、身體痛、暈眩（頭暈）、口苦、噁心、睡不著（失眠）症狀，經採檢陽性（Ct值22），26日確診。家庭接觸者1人，轉延長居家隔離日期至5月10日。
4月28日，新增1+2例本土確診個案，其中2例，（案1113－10多歲男性，27日華航血清抗體陽性之機師同住家人），近期無出境史及症狀，26日進行接觸者採檢結果陽性（Ct值36，27日再驗Ct值41，血清抗體IgM陰性、IgG陽性），28日確診。個案之同住家人，除機師外，其餘2名家人（核酸檢測皆陰性，血清抗體皆呈IgM陰性、IgG陽性）。及（案1114－40多歲女性，27日華航血清抗體陽性之機師同住家人），近期無出境史及症狀，26日進行接觸者採檢結果陽性（Ct值34，27日再驗Ct值陰性，血清抗體IgM陰性、IgG陽性）。同住家人除機師外，其餘2名家人（核酸檢測皆陰性，其中1人血清抗體IgM陰性、IgG陽性），另1人（血清抗體為陰性）。
4月29日，新增2例本土及1例調查中COVID-19確診個案，本土病例中，1例為（案1120－40多歲男性，諾富特機場防疫旅館員工）、1例為（案1121－4月20日確診案1078之同住家人）。調查中病例為（案1122－華航公司機師）。（案1120－40多歲男性－機場防疫旅館員工），近期無出境史，平日工作項目（檢查房間環境清潔，偶爾協助機組員購買物品或遞送備品），工作期間具佩戴口罩及手套。4月17日陸續出現咳嗽、流鼻水、食慾不振及呼吸喘鳴症狀，19日至26日間多次就醫症狀未改善，27日就醫診斷具肺炎症狀，轉收治集中隔離並採檢（Ct值21，血清抗體IgM及IgG皆陽性），29日確診。個案獨居未與家人同住，依案1120活動史 （页面存档备份，存于），初步掌握接觸者107人（含其友人、職場接觸者及就醫接觸者），列居家隔離4人、列自主健康管理103人，將持續調查個案活動史及接觸史，匡列可能接觸者。（案1121－40多歲女性，為4月20日確診案1078華航貨機機組員之同住家人），20日轉列居家隔離接觸者，採檢結果陰性。個案27日陸續出現胸悶、呼吸困難症狀，安排就醫採檢結果陽性（Ct值18），29日確診。個案發病前2天為居家隔離期，未與他人接觸，故無匡列接觸者。另案1078之接觸者中，截至29日止，除案1121發病確診外，其他家人及職場接觸者等共28人檢驗結果皆陰性。（案1122－50多歲男性，為華航公司貨機機師），4月2日至9日至美國執勤，返臺（3日居檢均無症狀）至15日，檢疫期滿採檢結果陰性。19日再次至美國執勤，24日自美國經日本返臺，4月25日入境（3日居檢均無症狀），27日陸續出現喉嚨痛、發燒症狀，安排就醫採檢結果陽性（Ct值21），29日確診。掌握個案同住接觸者1人，轉列居家隔離，職場接觸者持續調查匡列中。
4月30日，新增3例本土確診個案（案1127、案1128、案1129－皆為諾富特機場防疫旅館員工）。（案1127－20多歲女性，旅館餐飲部員工），近期無出境史，29日上午依「旅館清空計畫」至集中檢疫所，同日下午出現喉嚨癢症狀，就醫採檢結果陽性（Ct值26），30日確診。依案1127活動史 （页面存档备份，存于），初步掌握個案接觸者10人，皆轉列居家隔離。（案1128－20多歲男性，旅館房務部員工），近期無出境史，29日原預計依「旅館清空計畫」就醫採檢，但因量測體溫具發燒症狀，轉就醫隔離治療採檢結果陽性（Ct值16），30日確診。依案1128活動史 （页面存档备份，存于），初步掌握個案接觸者4人，皆轉列居家隔離。（案1129－60多歲女性，旅館房務部員工），近期無出境史，26日陸續出現輕微咳嗽、喉嚨痛症狀，自行購買成藥服用未就醫，29日依「旅館清空計畫」就醫採檢結果陽性（Ct值20），30日確診。初步掌握個案接觸者4人，皆轉列居家隔離。5月1日，針對依案1129之活動史 （页面存档备份，存于），因其曾前往嘉義，初步掌握相關接觸者共計10名，核酸檢驗陰性6人，其餘檢驗中。。
5月1日，新增1例本土確診個案（案1133－4月26日確診案1102－30多歲男性貨機機師之同住家人）。（案1133－未滿5歲男童），近期無出境史，4月25日匡列為居家隔離對象，29日出現發燒症狀，就醫採檢結果陽性（Ct值18），5月1日確診。個案家庭接觸者2人，延長居家隔離日期至15日。
5月2日，新增4例本土個案，3例（案1134、案1135，案1136－為4月30日確診案1129－60多歲女性諾富特機場防疫旅館房務部員工之同住家人），1例（案1137－為4月26日確診案1102華航貨機機組員及5月1日確診案1133－未滿5歲男性華航貨機機組員之同住家人）。（案1134－30多歲男性），近期無出境史，4月29日陸續出現肌肉痠痛、咳嗽症狀，30日安排進行接觸者採檢結果陽性（Ct值29），5月2日確診。依案1134及案1136活動史 （页面存档备份，存于），初步掌握個案接觸者27人，列居家隔離16人、自我健康監測11人。（案1135－60多歲男性），近期無出境史，4月29日陸續出現咳嗽、發燒及腹瀉症狀，30日進行接觸者採檢結果陽性（Ct值18），5月2日確診。相關接觸者已匡列於案1129，故不重複匡列。（案1136－本國籍30多歲女性），近期無出境史，4月28日至29日陸續出現喉嚨痛及發燒症狀，自行就醫，30日進行接觸者採檢結果陽性（Ct值19），5月2日確診。掌握個案接觸者111人，均列居家隔離。（案1137－未滿5歲女童），近期無出境史亦無症狀，因1日案1133確診，經評估，4月30日安排就醫採檢結果陽性（Ct值26），5月2日確診。相關接觸者匡列於案1102及案1133，故不重複匡列。同日新增血清抗體採檢陽性1名，為俄羅斯籍30多歲男性機師，其主要任務為往返澳洲執勤，4月27日返臺（3日居檢）無症狀。29日配合「旅館清空計畫」，安排集中檢疫隔離，30日進行採檢（核酸檢測陰性，血清抗體IgM陰性、IgG陽性）。因在台無同住對象，故無匡列接觸者。
5月3日，新增2例本土個案（案1145、案1146）。（案1145－40多歲男性，為機場防疫旅館之外包商工作人員），4月初至28日間，除休假外皆在旅館工作，28日出現咳嗽症狀，30日曾就醫，5月1日經調查評估，安排就醫採檢（Ct值13），3日確診。初步掌握個案接觸者23人，列居家隔離20人、列自我健康監測3人。個案可傳染期間之活動接觸史持續調查中。已掌握4月19日至28日間，旅館工作之外包商、工讀生及離職員工等共計74人，皆列居家隔離對象。截至5月3日止已採檢核酸57人，採檢陰性43人、採檢陽性1人（為案1145）、檢驗中13人，待採檢17人。已採檢血清抗體33人，其餘皆檢驗中，待採檢41人。（案1146－10多歲印尼籍女孩，澳洲採檢陽性機師、4月23日確診之案1090、27日確診之案1111的同住家人），近期無出境史，21日匡列為居家隔離接觸者進行採檢結果陰性。30日陸續出現身體微熱、流鼻水、喉嚨不適症狀，因自覺症狀輕微未回報，鑒於其他的家人皆確診，為求慎重，5月2日再次採檢（Ct值19），3日確診。
5月4日，新增2例〈感染源調查中〉之個案，（案1153、案1154）。（案1153－30多歲男性，為華航公司機師），4月16日至18日曾執勤至美國，返臺（3日居檢）至21日，檢疫期滿前採檢結果陰性。25日進行「機師專案」採檢，核酸檢測及血清抗體皆陰性。4月29日於自主健康管理期間違規與案1154跑去臺北市松山區酒吧。個案5月1日陸續出現發燒、咳嗽、流鼻水症狀向公司通報，同日經衛生單位安排就醫採檢（Ct值13），於4日確診，感染源待釐清。已初步掌握個案接觸者15人，其中13人列居家隔離，2人列自我健康監測。（案1154－20多歲女性，為華航客機空服員），4月22日至25日曾執勤至美國，返臺（3日居檢）至4月28日，檢疫期滿前採檢結果陰性，29日凌晨於自主健康管理期間與案1153違規同遊松山區酒吧，29日晚間因應「機場防疫旅館清空計畫」，至集中檢疫所檢疫，30日進行採檢（核酸檢測及血清抗體皆陰性）。5月2日陸續出現發熱、頭暈及胃痛症狀，由檢疫所安排就醫採檢（Ct值14），4日確診。個案發病前2天均在集中檢疫所檢疫，故無匡列接觸者。另個案於4月29日曾接觸案1153，個案感染發病是否與案1153有相關性，尚待進一步釐清。
5月5日，基本為同一序列株（自案1078、1079、1090、1091、1092、1120、1127、1128、1129、1135、1136、1145），同一英國病毒株。被認為與機組員屬不同英國病毒株來源的案1101、1102兩名機師，其中案1102的子女日前也接連確診。針對案1102的兒子案1133、女兒案1137完成基因定序，皆與1102例相同。指揮中心目前認為，案1102的家庭群聚是另一起感染事件。同時，由於案1102居住於成功國宅內，但卻未出現再中央公布的足跡中，引起居民恐慌。台北市長柯文哲也因此表示希望中央能給出完整的地方名單。
5月6日，新增1例本土個案（案1174－30多歲男性，為機場防疫旅館工程部員工），近期無出國史，因業務需求，常與房務部往來，並與案1120及案1129有密切接觸關係。個案4月29日配合「機場防疫旅館清空計畫」前往集中隔離採檢結果（核酸檢測及血清抗體）皆陰性，5月3日陸續出現喉嚨痛、發燒、肌肉痠痛症狀，4日回報症狀，經安排就醫採檢結果陽性（Ct值17），6日確診。同日至目前止，諾富特機場防疫旅館，共計確診陽性員工5人(案1120、案1127至案1129、案1174)。另4月19日至28日期間之接觸者（旅館工作之外包商、工讀生及離職員工）共計80人，其核酸及血清抗體採檢陸續完成（核酸檢測－採檢陰性73人、採檢陽性1人（案1145）、檢驗中6人。血清抗體檢測－採檢陰性61人、檢驗中19人）。
5月8日，新增1例〈感染源調查中〉個案（案1183－50多歲男性，為華航公司機師），4月19日及22日分別執勤至越南、泰國，28日擔任（案1153）模擬飛行訓練教官。24日進行「機師專案」採檢（核酸檢測及血清抗體皆陰性），29日接種第一劑AZ疫苗。5月4日出現全身倦怠症狀，6日出現發燒症狀，同日就醫採檢，於8日確診（Ct值16），感染源待釐清。初步掌握個案接觸者2人列居家隔離。新增1例本土個案（案1184－50多歲女性，為案1183之同住家人），因案1183採檢陽性，5月7日安排就醫採檢（Ct值23），於8日確診。相關接觸者目前正調查中。
5月10日，新增3例本土個案，（案1186－40多歲男性，為機場防疫旅館員工接駁車司機），近期無出國史，4月23日至28日間曾分別接送過（案1128及案1129），29日配合「旅館清空計畫」前往集中檢疫所，同日採檢核酸檢測及血清抗體皆陰性。7日陸續出現發燒、咳嗽及腹瀉症狀，8日由安排就醫採檢（Ct值20），10日確診。為求慎重，針對個案同住家人進行回溯採檢。（案1187－40多歲男性，為華航機師），4月20日至22日曾執勤至美國，25日進行「機師專案」採檢（核酸檢測及血清抗體皆陰性），5月2日曾與（案1183）搭乘同一部交通車至公司。6日出現發燒症狀，僅自行服藥未就醫，8日匡列為（案1183）之居家隔離接觸者，同日因發燒症狀，安排就醫採檢（Ct值16），10日確診，感染源調查中。初步掌握個案接觸者26人（24人列居家隔離，2人列自我健康監測），將全數安排採檢。由於案1187在可傳染期間曾具公共場所活動史 （页面存档备份，存于），提醒曾於左列時間及場所活動的民眾，請進行14天自我健康監測，如有疑似症狀，請儘速戴口罩就醫，並主動告知醫師相關活動接觸史。（案1199－40多歲女性及案1200－10多歲女性，為案1105之同住家人），2人與另1名家人4月26日匡列為居家隔離對象，26日採檢（核酸檢測及血清抗體皆陰性）。2人隔離期間並無症狀，5月9日進行隔離期滿前採檢（案1199 Ct值：28、案1200 Ct值：33），10日確診。掌握2人之同住接觸者1人，先前已列為案1105接觸者，9日採檢結果陰性，將延長居家隔離日期至23日。
5月11日，新增1+6例本土個案，1例為案1187之接觸者（案1201－40多歲女性，為案1187同住家人），近期無出國史亦無症狀，因案1187檢驗確診，5月9日轉列居家隔離，經安排採檢（Ct值22），11日確診。初步掌握個案接觸者3人，皆匡列為案1187之接觸者，故不重複匡列。。
5月12日，新增1例調查中個案（案1222－30多歲女性，為華航客機空服員），5月5日曾與（案1187）同行執勤至越南，9日出現喉嚨痛症狀但未就醫，10日匡列為案1187接觸者並進行居家隔離，同日接受採檢（Ct值22），12日確診。感染源調查中。初步掌握個案接觸者3人，轉列居家隔離。個案活動及接觸史持續調查中。

## 作為

#### 匡列採檢疫調隔離分流
4月23日，指揮中心表示，針對華航目前於居家檢疫及自主健康管理間之貨機機組員，將持續進行擴大相關採檢作業。
4月24日，截至同日止，預計啟動華航飛航機組員全面核酸（PCR）及血清抗體（IgM、IgG）之採檢專案。核酸檢驗已採檢261人，採檢陽性1人（案1101），採檢陰性260人。血清檢驗已採檢200人，採檢陰性199人，檢驗中1名，指揮中心表示，將儘速完成相關採檢作業。
4月25日，截至同日止，感染源尚在疫調中。預計採檢1,272人。
4月26日，指揮中心啟動華航公司「飛航機師採檢專案」，對全數機師人員進行採檢。同日再新增2人確診個案，(案1102－30多歲男性貨機機師，4月6日至9日至美國執勤）及（案1105－40多歲男性貨機機師，4月8日至10日至美國執勤）。
4月27日，針對1,279名機師進行採檢，截至同日止，血清抗體已採檢934人，採檢陰性925人、採檢陽性6人（案151－30多歲男性，2020年3月21日確診）、（案177－40多歲男性，2020年3月23日確診）及（案1105－40多歲男性貨機機師，26日確診）及（40多歲男性2人－血清陽性1至2號）及（40多歲女性1人－血清陽性3號），後3人在22日、24日及25日分別接受「專案採檢」，檢驗結果（核酸檢測皆陰性，血清抗體皆呈IgM陰性、IgG陽性）、檢驗中3人。此6名血清抗體檢測均陽性之機師中，前3人（案151、案177、案1105）為過去已公布之確診個案。但對後3人其先前核酸檢測雖無確診，但血清抗體卻確診陽性之狀況，將持續進行其相關執勤飛航紀錄、同行機組員之疫調，並對密切接觸者匡列及進行核酸檢測及血清抗體檢驗。
4月28日，依據至目前調查結果，COVID-19在社區傳播的風險很低，惟為求謹慎，將調查相關個案及血清抗體陽性者其活動史，對相關密切接觸者提供免費病毒核酸以及血清抗體檢驗，以瞭解其健康狀況，同時保護其周邊的親友。同日有關華航公司1,279名機師採檢專案，截至同日（血清抗體已採檢1,014人，採檢陰性1,007人、採檢陽性6人、檢驗中1人）。採檢陽性6人包括（無須居檢未值勤機師－案1105，居檢期滿機師－案1101，案1102，接觸者醫師－案1091、案1092、案1110）。
4月29日，因應機場防疫旅館員工確診，指揮中心將召回該旅館所有員工進行採檢，針對目前住宿於該旅館之人員，同日將全數安排至集中檢疫所，另已採檢39件該旅館之環境檢體送驗。同日桃園市長鄭文燦表示，華航諾富特桃園機場飯店內約有422名機組員入住，計劃全數移轉集中檢疫所和防疫旅館居家隔離，原飯店則以清空、消毒和靜置14天處置。
4月30日，因應（案1120－40多歲男性，機場防疫旅館房務部主管）確診，29日啟動「旅館清空計畫」及全數員工採檢，截至30日止，已採檢206人，採檢陽性3人（案1127、案1128、案1129），採檢陰性203人。由於該旅館確診員工隔離前均有公共場所活動史，提醒曾於該時間及場所活動的民眾，請進行「自我健康監測14天」，如發現疑似症狀，請儘速戴口罩就醫，並主動告知醫師活動接觸史。
5月2日，有關華航公司1,279名機師採檢專案，截至同日（血清抗體已採檢1,225人，採檢陰性1,212人、採檢陽性12人、檢驗中1人）。同日新增血清抗體採檢陽性1人，為30多歲俄羅斯籍男性機師，澳洲往返值勤。
5月4日，有關華航公司1,279名機師採檢專案，截至同日（血清抗體已採檢1,234人，採檢陰性1,216人、採檢陽性12人、檢驗中增為6人）。採檢陽性12人包括（案129、案151、案177，案330、案1105、案1122、血清陽性1至6號）。
5月5日，有關華航公司1,279名機師採檢專案，截至同日（核酸檢驗已採檢1,241人，採檢陰性1,234人、採檢陽性7人）。採檢陽性7人包括（案1091、1092、1100至1102、1105、1122）。（血清抗體已採檢1,241人，採檢陰性1,223人、採檢陽性12人、檢驗中6人）。採檢陽性12人同5月4日所載。
5月7日，有關華航公司1,279名機師採檢專案，截至同日（核酸檢驗已採檢1,250人，採檢陰性1,243人、採檢陽性7人）。採檢陽性7人同5月5日所載。（血清抗體已採檢1,250人，採檢陰性1,236人、採檢陽性12人、檢驗中2人）。採檢陽性12人同5月4日所載。
5月8日，有關華航公司1,279名機師採檢專案，截至同日（核酸檢驗已採檢1,258人，採檢陰性1,251人、採檢陽性7人）。採檢陽性7人同5月5日所載。（血清抗體已採檢1,258人，採檢陰性1,238人、採檢陽性12人、檢驗中增為8人）。採檢陽性12人同5月4日所載。
5月11日，有關華航公司1,279名機師採檢專案，截至同日（核酸檢驗已採檢1,261人，採檢陰性1,257人、採檢陽性7人）。採檢陽性7人同5月5日所載。（血清抗體已採檢1,261人，採檢陰性1,246人、採檢陽性12人、檢驗中3人）。採檢陽性12人同5月4日所載。全案已採1,261人，未採之18人為休長假、留職停薪、停飛等因素且多在國外，將於返國後儘速採檢，如有新增陽性個案再另行公布。在此先予以結案。
相關應變措施及防疫旅宿總體檢：
4月30日，因應機場防疫旅宿員工確診COVID-19事件，考量該防疫旅宿具潛在傳播鏈風險，故對4月15日至28日間，針對自飯店退房之機組人員數之調查，並進行擴大居家隔離。15日至28日間，曾至旅宿活動之民眾，請自暴露日起，進行「自我健康監測14天」，若出現發燒、上呼吸道、腹瀉、嗅味覺異常症狀，應佩戴醫用口罩，儘速至就近指定社區採檢院所就醫，並主動告知接觸史、旅遊史、職業暴露、周遭其他人是否有類似症狀，就醫時不得搭乘大眾運輸。防疫旅宿的運作已訂有「COVID-19因應指引：防疫旅宿設置及管理 （页面存档备份，存于）」，並由地方政府依「因應COVID-19疫情防疫旅宿檢核表」就旅客入住安排、門禁管理及安全維護、房間設備、環境清潔及廢棄物清理及人員健康管理等五項目，每月至少進行1次抽核，防疫旅宿業者亦應依該查檢項目落實相關管理措施。為因應本次防疫旅宿員工確診事件，指揮中心將進行防疫旅宿總體檢，請地方政府於同年5月17日前完成轄內各防疫旅宿之查核作業，針對查核後須改善之防疫旅宿，將加強輔導並安排複查，以維護社區防疫安全。
強化與落實外籍航空及國籍航空機組員防疫管理措施：
5月3日，指揮中心邀集民航局、觀光局及桃園市政府，齊聚討論飛航機組員相關防疫措施及相關防疫旅宿精進作為。為有效分流管控不同身分之居家檢疫者，指揮中心宣布，「外籍機組員防疫旅宿將以1家為原則，由民航局與桃園市政府共同研議；國籍機組員入住的防疫旅宿將由民航局規劃，並與桃園市政府整體檢視」。

### 清零計畫
5月6日，疫情指揮中心公布「華航機組員清零計畫」，自即日起提升該航空機組員之檢疫措施規格及配套，調整如下:
（除檢疫時間將從3天延長到5天，並加9天自主健康管理外，針對華航機長程班組員也傾向將採檢次數增加為5次）。
且視航空公司外站管理、清零計畫執行、自主健康管理落實、疫苗施打狀況，予以滾動式檢討機組員之檢疫措施。
- 1.入境旅遊疫情第三級地區(長程航班)：
  - (1)檢疫：5天居家檢疫+9天加強版自主健康管理。
  - (2)採檢：第5、14天採檢「咽喉/鼻咽拭子」，第7、9及12天採檢「深喉唾液」。
- 2.當班往返且未入境旅遊疫情第三級地區(短程航班)：
  - (1)檢疫：14天一般自主健康管理。
  - (2)採檢：第7天採檢「深喉唾液」，第14天採檢「咽喉/鼻咽拭子」。

### 清零計畫2.0
5月10日，華航機組員清零計畫2.0詳細規定：
- 1.前艙機組員全數召回檢疫。
- 2.後艙機組員曾派飛長程航班，或有接觸風險機組員，全數檢疫14天。
- 3.相關人員進入社區需檢疫14天，期滿採檢陰性。
- 4.風險組及安全組不得混飛。

## 外部連結
- 臺灣疫情報告/ COVID-19全球疫情地圖 （页面存档备份，存于）衛福部疾管署/國家高速網路與計算中心